# Walajapet
Walajapet (Tamil: வாலாஜாபேட்டை Vālājāpēṭṭai [ˈʋaːlaːdʒaːˌpeːʈːɛi̯]; auch Walajapettai) ist eine Stadt im indischen Bundesstaat Tamil Nadu. Walajapet ist Hauptort des Taluks Wallajah im Distrikt Ranipet. Die Einwohnerzahl beträgt rund 32.000 (Volkszählung 2011).
Walajapet liegt im Norden Tamil Nadus rund 110 Kilometer westlich von Chennai (Madras) am Ufer des periodisch Wasser führenden Palar-Flusses. In unmittelbarer Nachbarschaft zu Walajapet befinden sich die Städte Ranipet und Arcot. Die Stadt Vellore liegt 30 Kilometer westlich. An der nationalen Fernstraße NH 4 von Chennai nach Bangalore gelegen, verfügt Walajapet über eine gute Verkehrsanbindung. 4,5 Kilometer vom Stadtzentrum entfernt befindet sich an der Eisenbahnlinie Chennai-Bangalore der Bahnhof Walajah Road.
Walajapet ist nach dem Nawab von Arcot Muhammad Ali Khan Wallajah (reg. 1752–1795) benannt. Walajah oder Wallajah ist ein aus dem Persischen stammender Ehrentitel Muhammad Ali Khans, während pettai oder pet ein häufiger Bestandteil von tamilischen Städtenamen ist.
86 Prozent der Einwohner Walajapets sind Hindus, 12 Prozent sind Muslime und 1 Prozent Christen. Die Hauptsprache ist, wie in ganz Tamil Nadu, das Tamil, das von 66 Prozent der Bevölkerung als Muttersprache gesprochen wird. 13 Prozent sprechen Urdu, 10 Prozent Saurashtri und 9 Prozent Telugu.